# 180 Pułk Piechoty (1939)
180 Pułk Piechoty (180 pp) – oddział piechoty Wojska Polskiego, improwizowany w trakcie kampanii wrześniowej.

## Formowanie i zmiany organizacyjne
W związku z mobilizacją alarmową zarządzoną 23 marca 1939 i wyjazdem macierzystego 80 pułku piechoty w północne rejony kraju, w garnizonie Słonim pozostali rekruci wcieleni w marcu oraz niezbędna kadra do szkolenia. Ponadto pozostały drobne pododdziały starszego rocznika do pełnienia służby wartowniczej i obsługi instytucji garnizonowych oraz pozostałości kadry i rezerwistów. Z chwilą ogłoszenia mobilizacji powszechnej z żołnierzy młodego rocznika i przybywających rezerwistów w Słonimie rozpoczęto organizację Ośrodka Zapasowego 20 Dywizji Piechoty pod dowództwem płk. Adama Eplera. Ze względu na zagrożenie wtargnięcia niemieckiego XIX Korpusu Armijnego w okolice Brześcia dowódca Okręgu Korpusu Nr IX gen. bryg. Franciszek Kleeberg wydał 9 września 1939 rozkaz podległym dowódcom ośrodków zapasowych sformowania jednostek bojowych i stworzenia zapory na linii Brześć–Pińsk. Po wyjeździe 9 września sformowanego z rezerwistów częściowo też 80 pułku piechoty batalionu mjr. Michała Bartuli, 10 i 11 września ze Słonima wymaszerowało na południe celem obsadzenia odcinka od Kobrynia do Pińska zgrupowanie pod dowództwem ppłk. Kazimierza Gorzkowskiego. Zgrupowanie składało się z III batalionu 80 pułku piechoty kpt. Adama Jarosińskiego z OZ 20 DP młodego rocznika uzupełnionego do stanów wojennych rezerwistami. Jak również dwóch batalionów 79 pułku piechoty II rzutu mobilizacyjnego. W trakcie marszu 20 września dokonano reorganizacji Zgrupowania „Drohiczyn Poleski” dzieląc je na dwa pułki: „Łowczówek” pod dowództwem ppłk. Mieczysława Gumkowskiego i „Rarańcza” pod dowództwem mjr. Franciszka Pająka, wcześniej dowódcy batalionu marszowego 79 pp. W skład pułku „Łowczówek” wszedł batalion III/80 pp. Natomiast w skład pułku „Rarańcza” wszedł batalion marszowy 79 pp kpt. Władysława Turskiego i batalion kpt. Tadeusza Majewskiego sformowanego w rejonie Kamienia Koszyrskiego w miejscowości Zalesie z kompanii technicznej (pionierów) Ośrodka Sapersko-Pionierski 20 DP z garnizonu Słonim, kompanii policjantów i strażników z obozu w Berezie Kartuskiej, a także kompanii z żołnierzy rozbitków i maruderów oraz formacji, które znalazły się na trasie marszu zgrupowania np. artylerzystów z Ośrodka Zapasowego Artylerii Konnej nr 1. Zgrupowanie słonimskie „Drohiczyn Poleski” ppłk. Kazimierza Gorzkowskiego dotarło do rejonu Włodawy, a następnie do Parczewa, gdzie połączyło się z Grupą „Brzoza”, tworząc Dywizję Piechoty „Brzoza” z dniem 29 września 1939 roku. W składzie dywizji utworzono między innymi 180 pułk piechoty, z pułku „Rarańcza” mjr. Pająka w składzie I batalionu kpt. T. Majewskiego, II batalionu kpt. W. Turskiego, III batalionem pułku został składający się pozostałości batalionu marszowego „Różan”, kompanii lotników i kompanii saperów kolejowych dowodzonego przez kpt. Feliksa Miodowskiego.

## Działania bojowe 180 pułku piechoty
Bataliony, które weszły w skład 180 pułku piechoty, rozpoczęły działania bojowe znaczne wcześniej przed wcieleniem do 50 Dywizji Piechoty „Brzoza”, zanim dotarły do rejonu Parczewa. II batalion po wymarszu z garnizonu Słonim 11 września jako batalion marszowy 79 pp, wszedł w skład Zgrupowania „Drohiczyn Poleski”, następnie w skład pułku „Rarańcza”. I batalion został utworzony w trakcie marszów i potyczek od dnia 20 września jako batalion „Zalesie” i dotarł z pułkiem „Rarańcza" Zgrupowania „Drohiczyn Poleski” do Parczewa. (Marsze, walki i potyczki obu batalionów opisano w artykule o 179 pp). III batalion 179 pp wywodził się z utworzonego w Ośrodku Wyszkolenia Rezerw Piechoty w Różanie, batalionu nadwyżek mobilizacyjnych pozostałych po utworzeniu 115 pułku piechoty rezerwy z zasobów tego ośrodka. Batalion został sformowany z rezerwistów i nielicznej kadry ośrodka. Batalion nadwyżek „Różan” został przydzielony do OZ 18 DP w Białej Podlaskiej, kwaterował on we wsi Sidorki. 11 września pod dowództwem kpt. F. Miodowskiego batalion „Różan” został wysłany przez dowództwo OZ 18 DP do twierdzy Brześć nad Bugiem, dociera tam marszem pieszym 14 września, lecz z uwagi na brak zupełny broni (ok. 60 kb) i wyposażenia bojowego w batalionie został odesłany w kierunku Kobrynia. W trakcie odpoczynku batalionu po nocnym marszu w miejscowości Miedna, 15 września został zaatakowany przez niemiecki podjazd pancerno-motorowy. Poległo i zostało rannych 35 żołnierzy, część rozproszyła się. 17 września batalion osiągnął folwark Ołtusz, z szeregów zdezerterowali żołnierze narodowości niemieckiej i ukraińskiej. Nocą 17/18 września przekroczył szosę Małoryta–Włodawa i o świcie dotarł do Szacka. Z uwagi na znaczne zmniejszenie się stanu osobowego kpt. Miodowski z pozostałości zorganizował kompanię strzelecką. W dniach 19–21 września kompania zajęła stanowiska w miejscowościach Krymno, Myzowo, Wyżwo, tocząc potyczki z uzbrojonymi bandami ukraińskimi. 22 września po dołączeniu pododdziałów wcześniej zagubionych w Miednej i w marszu, kompania transportem kolejowym dotarła w okolice Małoryty. 22 września kompania została włączona do Grupy płk Brzozy-Brzeziny stając się podstawą do utworzenia wraz z kompaniami lotników i saperów II batalionu 1 pułku strzelców Grupy „Brzoza”. Żołnierzy batalionu dozbrojono w karabiny, batalion posiadał tylko jeden ckm. 23 września częściowo transportem samochodowym częściowo marszem pieszym przegrupowano II/1 p stz. Grupy „Brzoza” z Małoryty do Włodawy celem zabezpieczenia na zachodnim brzegu Bugu przyczółka mostowego i obrony miasta. Obronę powierzonych stanowisk prowadził do 27 września, w dniu 25 września odparł atak bojówki ukraińskiej na odcinek „Orchówek”. Batalion odmaszerował w straży tylnej Grupy „Brzoza” z Włodawy nocą 27/28 września. Następne dwa dni maszerował przez miejscowość Kamień, Uhnin do Parczewa, który osiągnął 30 września, wchodząc faktycznie w skład 180 pułku piechoty.           

### W bitwie pod Kockiem
Wieczorem 30 września 180 pp wymaszerował z Parczewa w kierunku przeprawy przez rzekę Tyśmienica we wsi Bełcząc, następnie nocnym marszem przez Plebankę, Talczyn osiąga rejon lasów w pobliżu Annopola, Rudy. Po odpoczynku 1 października pułk zajął obronę w lasach wokół Talczyna i Adamowa. 2 października o godz. 13 II batalion wykonał natarcie i zajął wieś Ruda w pobliżu Serokomli. O świcie 3 października I i II bataliony w pierwszym rzucie natarcia wyruszyły do natarcia w kierunku wsi Serokomla. W południe II batalion z Serokomli podjął dalsze natarcie w kierunku wsi Poznań. Po ok. 300-400 metrów pod ogniem broni maszynowej i w ogniu zaporowym artylerii natarcie batalionu zaległo, żołnierze okopali się częściowo na zajętych stanowiskach i trwali w obronie odpierając kontratak wroga do godzin wieczornych 4 października. I batalion walczył w lesie na lewo od II batalionu ze zmotoryzowaną kolumną wroga niszcząc wiele pojazdów, w walkach poniósł znaczne straty. III batalion pozostał w odwodzie. Nocą 3/4 października został on przegrupowany w rejon Adamowa frontem na wieś Gułów. I batalion zajął obronę w Adamowie, II batalion rano 5 października zajął obronę na północny wschód od Adamowa frontem na Wolę Burzecką. O godz. 8.00 5 października oddziały niemieckie rozpoczęły natarcie na Adamów, który bronił I batalion ponosząc duże straty unicestwiając go prawie całkowicie. O godz. 14 III batalion w celu odciążenia obrony Adamowa i wycofania się obrońców na rozkaz dowódcy pułku mjr Pająka wykonał natarcie odciążające na Wolę Burzecką. W odległości ok. 500–600 metrów od celu, dalsze natarcie batalionu zaległo. Batalion pozostał w obronie do wieczora po czym wycofał się do rejonu lasów w rejonie Krzywdy. II batalion wycofał się grupami na tyły do lasów w rejonie Krzywdy, gdzie koncentrował się batalion i wypoczywał przez cały dzień 5 października. W nocy 5/6 października na wieść o kapitulacji część broni zakopano lub zniszczono. Część żołnierzy pojedynczo, bądź w grupach rozproszyła się i próbowała się wydostać z okrążenia. 6 października 180 pułk piechoty złożył broń w Adamowie.

## Obsada personalna pułku
Obsada personalna pułku:
dowództwo
- dowódca pułku – mjr piech. Franciszek Pająk
- adiutant pułku – ppor. piech. rez. Hipolit Papiewski [b]
- kwatermistrz – mjr piech. Jan Szopa (do 27 IX 1939)
- dowódca kompanii gospodarczej – por. rez. Zygmunt Piwakowski
- dowódca plutonu przeciwpancernego – ppor. rez. Marian Daniel Krajczyński

I batalion
- dowódca I batalionu – kpt. Jan Majewski
- dowódca 1 kompanii strzeleckiej – por. Adam Józef Fall
- dowódca 2 kompanii strzeleckiej – por. Roman Józef Jachimowicz
- dowódca 3 kompanii strzeleckiej – por. Zakrzewski
- dowódca 1 kompanii ckm – ppor. Antoni Podulka

II batalion
- dowódca II batalionu – kpt. Władysław Turski
- adiutant batalionu – ppor. rez. Aleksander Adamonis
- dowódca 4 kompanii strzeleckiej – kpt. Eugeniusz Niemczycki (?)
- dowódca I plutonu – ppor. rez. Eugeniusz Kalinowski †3 X 1939 Serokomla
- dowódca 5 kompanii strzeleckiej – por. Franciszek Słonina
- dowódca 6 kompanii strzeleckiej – por. rez. Karol Knapik
- dowódca 2 kompanii ckm – por. rez. Stanisław Pola

III batalion
- dowódca III batalionu – kpt. Feliks Miodowski
- adiutant batalionu – ppor. rez. Tadeusz Czyżyński[14]
- dowódca 7 kompanii strzeleckiej („Różan”) – por. Lucjan Jan Kudła
- dowódca 8 kompanii strzeleckiej (lotnicy) – kpt. pil. Zdzisław Bruszewski
- dowódca 9 kompanii strzeleckiej (saperzy) – ppor. rez. Stanisław Kazimierz Lau